# ماری هلن لوفوشو
ماری هلن لوفوشو (فرانسوی: Marie-Hélène Lefaucheux‎؛ ۲۶ فوریهٔ ۱۹۰۴ – ۲۵ فوریهٔ ۱۹۶۴) سیاستمدار و فعال حقوق بشر و حقوق زنان اهل فرانسه بود.
در جنگ جهانی دوم، او عضو مقاومت فرانسه بود و بعد از اینکه همسرش توسط گشتاپو دستگیر شد، آزادی او را از اردوگاه مرگ بوخن‌والت سازمان داد. او تنها زن در هیئت نمایندگی فرانسه در اولین مجمع عمومی سازمان ملل متحد بود، به بنیانگذاری کمیسیون مقام زن ملل متحد کمک کرد و از سال ۱۹۴۸ تا ۱۹۵۳ ریاست آن را به عهده داشت. ماری هلن لوفوشو برندهٔ جوایزی همچون لژیون دونور شده‌است.

## زندگی‌نامه

### سنین جوانی و تحصیل
ماری هلن پستل وینی در ۲۶ فوریه ۱۹۰۴ در پاریس به دنیا آمد. مادر و پدرش مادلین و مارسل پستل وینی بودند. او در پاریس به مدرسه ابتدایی رفت. او یکی از نخستین دو زنی بود که در کالج علوم سیاسی پذیرفته شد و پیانو را در دانشگاه اکول د لوور (École du Louvre) فراگرفت. در سال ۱۹۲۵، با پیر لوفوشو، یک صنعتگر و وکیل ازدواج کرد، این دو به دلیل تصادفی که مری در جوانیش دچار آن شد، فرزند نداشتند.

### مقاومت فرانسه
در طول جنگ جهانی دوم، پیر و ماری تبدیل به اعضای مهم مقاومت فرانسه شدند. آپارتمان آنها در پاریس تقاطع جنبش زیرزمینی و یک سازمان برای تهیه بسته برای زندانیان سیاسی و خانواده‌هایشان بود. از بهار ۱۹۴۲، لوفوشو در تماس با ایوان چورن، کسی که بین زندانیان کتاب توزیع می‌کرد، بود. آنها موفق به ایجاد یک سیستم ارتباطی با زندانیان پاریسی شده و اطلاعات را به خانواده‌های زندانیان در بازداشتگاه‌های مخفی انتقال می‌دادند. سیستم آنها منجر به ایجاد کمیته کارکنان اجتماعی مقاومت یا به فرانسوی Comité des œuvres sociales de la Résistance (COSOR) شد.
ماری به عنوان معاون رئیس بخش شعبه پاریسی کمیته فرانسوی آزادی ملی خدمت کرده‌است. او همچنین نماینده CMO کمیته آزادی پاریس در مارس ۱۹۴۴ شد.
پیر لوفوشو در ژوئن ۱۹۴۴ توسط اس‌دی (پلیس خدمات امنیتی آلمان) دستگیر و در اوت با قطار به آلمان فرستاده شد. ماری هلن قطار را با دوچرخه خود دنبال کرد تا مقصدش را تعیین کند. ماری او را تا بار-لو-دوک دنبال کرد با امید به اینکه بتواند تحت توافق نوردلینگ، همسر خود را آزاد کند. او بعداً متوجه شد که شوهرش در اردوگاه مرگ بوخن‌والت زندانی است و ترتیب یک نشست با رئیس گشتاپو را در متس، فرانسه داد تا با او ملاقات کند. ماری او را متقاعد کرد که پیر را به مس انتقال دهد. هنگامی که به دلیل پیشرفت متفقین این شهر از آلمان‌ها خالی شد، ماری و پیر بالاخره در اویل سپتامبر به همدیگر رسیدند.
پس از جنگ ماری هلن لوفوشو مدال ملی لژیون دونور، صلیب جنگ و مدال مقاومت با نشان افسری را دریافت کرد.
شوهرش بعداً رئیس شرکت تولیدکننده خودرو رنو شد.

### فعالیت سیاسی و سازمان ملل
پس از آزادی فرانسه، لوفوشو در مجلس مؤسسان دولت موقت جمهوری فرانسه، به نمایندگی از سازمان مدنی نظامی، انتخاب شد. او در سال ۱۹۴۵ به عنوان معاون مجلس مؤسسان و همچنین معاون رئیس شورای شهرداری پاریس، انتخاب شد. در سال ۱۹۴۶، پس از تصویب قانون اساسی جدید، لوفوشو در اولین شورای دولت جمهوری چهارم فرانسه انتخاب شد.
لوفوشو سپس عضو هیئت نمایندگی فرانسه در سازمان ملل متحد شد. او تنها زن در هیئت نمایندگی فرانسه در مراسم افتتاحیه مجمع عمومی سازمان ملل متحد در سال ۱۹۴۶ بود. او یکی از پانزده عضو کمیسیون مقام زن ملل متحد بود. او توسط شورای ملی در سال ۱۹۴۶ تعیین شد تا در شورای جمهوری خدمت کند. ماری تنها برای یک جلسه شورای جمهوری باقی ماند و در سال ۱۹۴۷ استعفا داد تا بتواند به مجمع اتحادیه فرانسوی بپیوندد. او در جمهوری چهارم یک سناتور (MRP) بود.
لوفوشو بنیانگذار انجمن زنان اتحادیه فرانسوی بود، که کار در زمنیه رفاه مردمان الجزایر و آفریقا فعالیت می‌کرد. او در رابطه با کار این سازمان گفت: «ما می‌خواهیم ببینیم که زنان دیگر در سایر نقاط جهان کمک و تشویق شوند.»
لوفوشو از سال ۱۹۵۴ تا ۱۹۶۴ رئیس‌جمهور شورای ملی زنان فرانسوی بود.
شوهرش در یک تصادف اتومبیل در سال ۱۹۵۵ درگذشت و پس از مرگ او، ماری نماینده فرانسه در کمیسیون وضعیت زنان سازمان ملل متحد، یکی از کمیته‌های شورای اقتصادی و اجتماعی، که او ریاست اش را به عهده گرفت، شد. در سال ۱۹۵۷، او رئیس شورای بین‌المللی زنان شد. از سال ۱۹۵۹ تا سال ۱۹۶۰، او به عنوان معاون رئیس مجمع اتحادیه فرانسه، که بخش شهری فرانسه را نمایندگی می‌کرد، خدمت کرد.

## درگذشت
لوفوشو در تاریخ ۲۵ فوریه ۱۹۶۴ در بازگشت به نیویورک، هنگامی که هواپیمای خطوط هوایی ۳۰۴ پرواز شرقی مدت کوتاهی پس بلند شدن از نیواورلئان، سقوط کرد، درگذشت.

## میراث
- پس از درگذشت لوفوشو، شورای بین‌المللی زنان گفت: «خانم لوفوشو، دارای مغزی مانند دولتمردان، یک روحیه مبارزه غیرقابل انکار برای پیشرفت آموزش، حقوق و وظایف مدنی زنان، و یک حس قوی برای استراتژی و تاکتیک داشت». این سازمان همچنین اضافه کرد: «در کار بی وقفه اش برای زنان از همه نژادها، به عنوان نماینده دولت فرانسه در کمیسیون وضعیت زنان، نماینده کمیسیون حقوق بشر سازمان ملل، و در دوران ریاست او در ICW، دستاوردهای او برجسته بود.»[۱۰]
- نقش لوفوشو در آزادی فرانسه و نجات شوهرش در سال ۱۹۶۶ به فیلم آیا پاریس در حال سوختن است؟ تبدیل شد.[۱۱]
- بنیاد ماری هلن لوفوشو نیز بعدها برای کمک به زنان آفریقایی تأسیس شد.[۲]